# Isocab

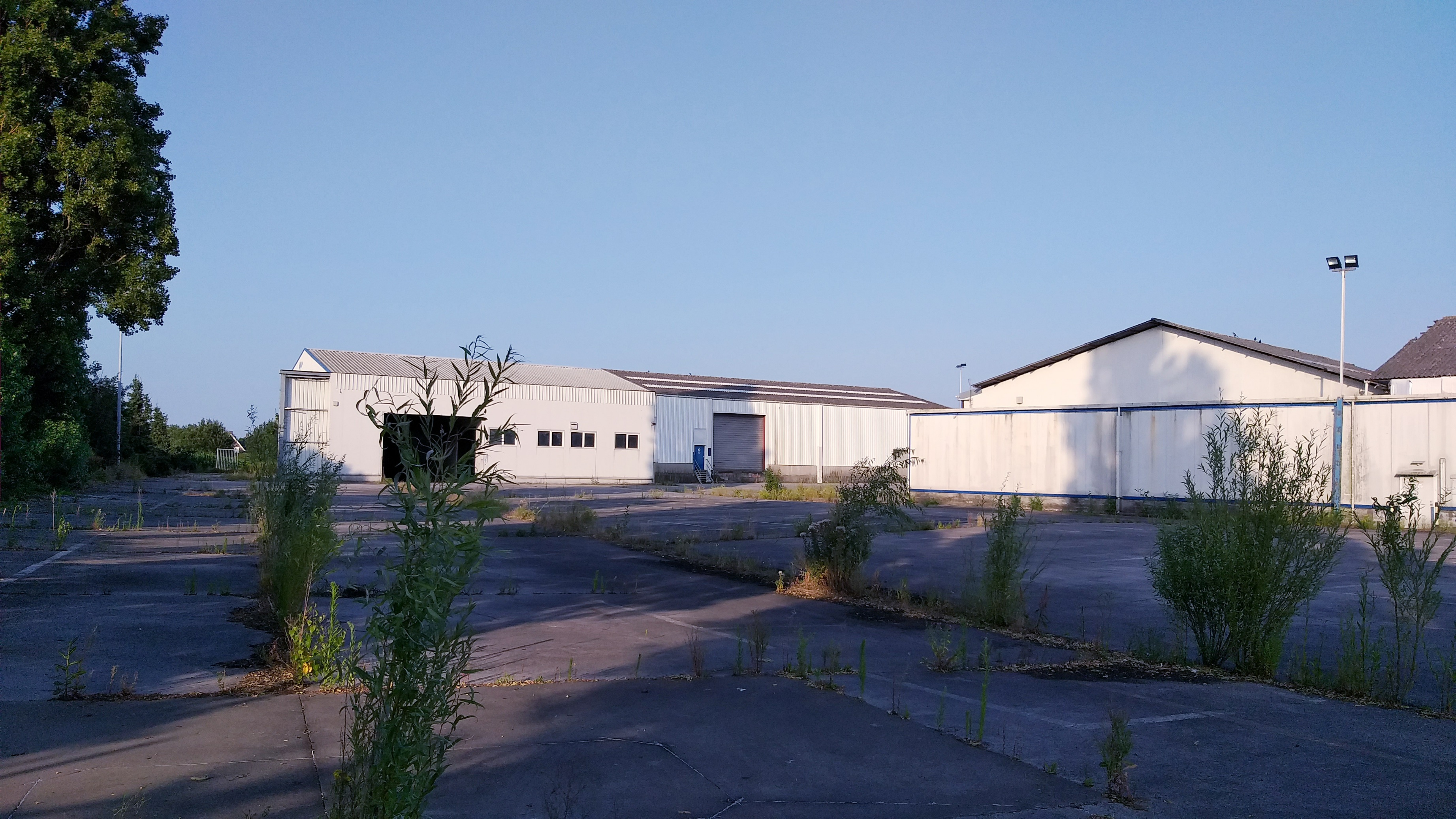
Oude verlaten site van Isocab Bavikhove in 2021

Isocab is een fabrikant van isotherme constructies en dochteronderneming van de Kingspan Group. Het heeft productievestigingen in Perpignan en Grande-Synthe (Frankrijk). De fabrikant had in 2013 ongeveer 200 werknemers in dienst.

## Geschiedenis
Isocab werd in 1973 opgericht door de familie Castelein en Boeckaert aan de Kervijnstraat in Bavikhove, België. Zes jaar later kwam het tot een breuk en zette de familie Castelein Isocab verder, terwijl de familie Boeckaert een concurrerende onderneming voor isolatiepanelen optrok nabij Beveren-Leie. Deze onderneming kreeg de naam Isobar.
Isocab opende in de volgende jaren twee fabrieken op in Frankrijk in Perpignan en Grande-Synthe (bij Duinkerke).
In 1991 werd Isocab verkocht aan Thyssen-Krupp en in 2012 aan Kingspan. Bij de laatste verkoop verloor de familie Castelein aandelen in het bedrijf.
Om marktpositie te behouden, werden eind 2014 gesprekken gestart voor een samenwerking met Isobar in Beveren-Leie. Na een breuk van 37 jaar werd de joint-venture onder de naam van Isomasters in 2016 gefinaliseerd. Er werd besloten om de activiteiten naar Beveren-Leie te verhuizen. De vestigingen van Isocab France waren onaangedaan door de verandering.

## Site in Bavikhove
De tweede site van Isocab in Bavikhove aan de Treurnietstraat werd definitief gesloten in 2019 en het terrein werd opgekocht door de intercommunale Leiedal voor economische herontwikkeling. De site is 1,4 hectare groot en grotendeels bebouwd.